# Montaria
Montaria, ou São Lourenço de Montaria, é uma povoação portuguesa sede da Freguesia de Montaria do Município de Viana do Castelo, freguesia com 26,09 km² de área e 450 habitantes (censo de 2021), tendo, por isso, uma densidade populacional de 17,2 hab./km².
Seria, como seu nome sugere, um local privilegiado para a arte de caçar.

## Demografia
A população registada nos censos foi:
| Distribuição da População por Grupos Etários | Distribuição da População por Grupos Etários | Distribuição da População por Grupos Etários | Distribuição da População por Grupos Etários | Distribuição da População por Grupos Etários |
| -------------------------------------------- | -------------------------------------------- | -------------------------------------------- | -------------------------------------------- | -------------------------------------------- |
| Ano                                          | 0-14 Anos                                    | 15-24 Anos                                   | 25-64 Anos                                   | > 65 Anos                                    |
| 2001                                         | 77                                           | 94                                           | 316                                          | 178                                          |
| 2011                                         | 46                                           | 44                                           | 274                                          | 185                                          |
| 2021                                         | 31                                           | 33                                           | 188                                          | 198                                          |

## Património
- Mamoa do Chão da Pica
- Moinhos de Água de São Lourenço da Montaria
- Igreja de São Lourenço da Montaria
- Viveiro Florestal
- Nossa Sra. do Minho